# Crypsithyris japonica
Crypsithyris japonica är en fjärilsart som beskrevs av Petersen och Reinhardt Gaedike 1993. Crypsithyris japonica ingår i släktet Crypsithyris och familjen äkta malar. Inga underarter finns listade i Catalogue of Life.